# Болгарєв Петро Миколайович
Болгарєв Петро Миколайович (рос. Болгарев Пётр Николаевич, нар. 20 січня 1977) — російський військовик, генерал-майор, командир 150-ї мотострілецької дивізії Збройних сил Російської Федерації.

## Життєпис
Обіймав посаду командувача 5-ї танкової бригади РФ.

### Війна на сході України
За даними Головного управління розвідки МО, Петро Болгарєв виконував обов'язки командира 4-ї мотострілецької бригади 2-го армійського корпусу окупаційних військ РФ на Донбасі.
Петро Болгарєв присутній у базі даних центру «Миротворець» серед осіб, що становлять загрозу національній безпеці України і міжнародному правопорядку.
Станом на січень 2017 року зазначений як командувач 150-ї мотострілецької дивізії РФ.